# Machteš Ramon
Machteš Ramon (hebrejsky: מכתש רמון; doslova: „Kráter Ramon“) je jedinečný geologický kráterovitý útvar Negevské pouště v Izraeli. Nachází se u úpatí masivu Har Negev, přibližně 85 km jižně od města Beerševa. Tento geomorfologický útvar není impaktní kráter, který by vznikl po dopadu meteoru, ale machteš. Tento machteš je 40 km dlouhý, 2–10 km široký a tvarem připomíná protáhlé srdce. Jediným sídlem v této oblasti je malé město Micpe Ramon (מצפה רמון, „Ramonova vyhlídka“), které se nachází při severním úpatí machteše. Machteš a okolní oblast tvoří největší izraelský národní park – Přírodní rezervace Ramon. Na západním okraji kráteru stojí hora Har Ramon – nejvyšší bod Negevu, s nadmořskou výškou 1035 metrů.

## Etymologie
Název Ramon pochází z arabského slova Ruman („Římané“) a má nejspíše souvislost se starodávnou obchodní cestou skrze kráter, kterou využívala Římská říše. V Negevské poušti se kromě Machteše Ramon nachází další dva machteše a to Machteš Gadol a Machteš Katan, které byly oba zmapovány ještě před zmapováním největšího z nich, Machteše Ramon.

## Fotogalerie

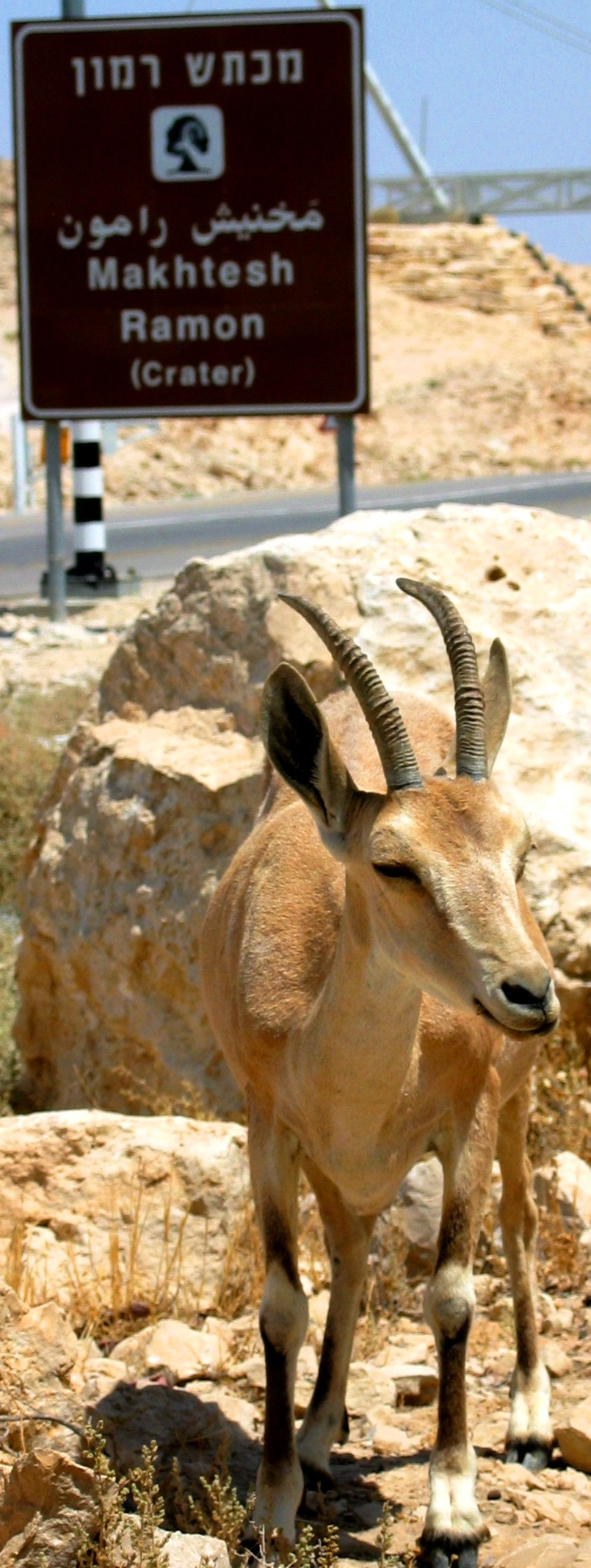
Kozorožec núbijský při vstupu do machteše
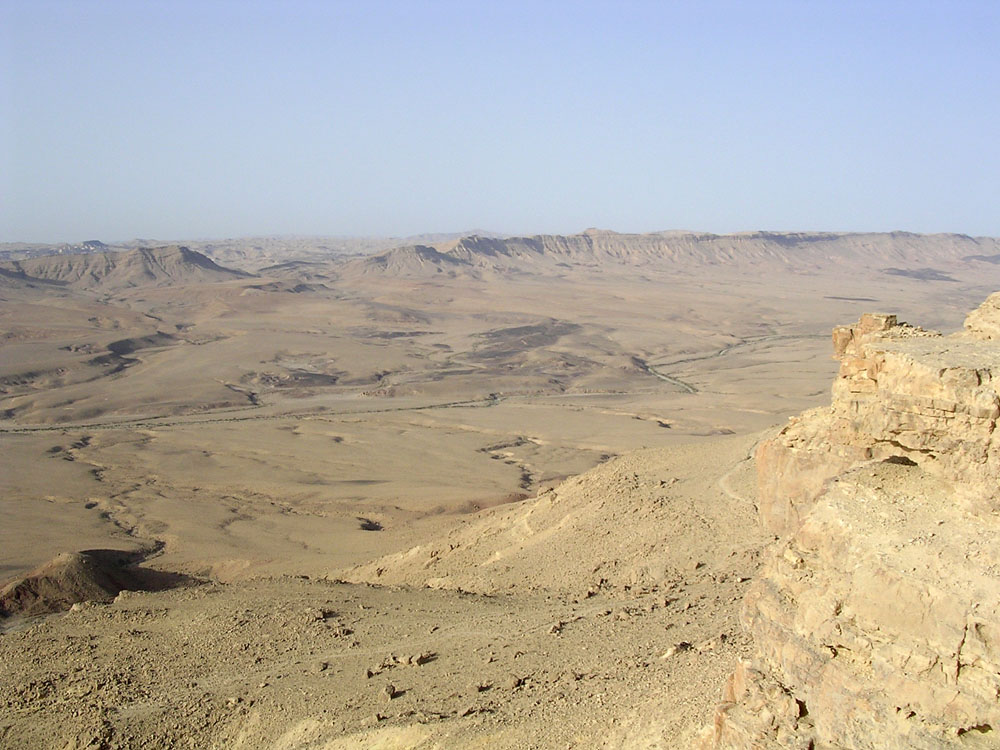
Severní část
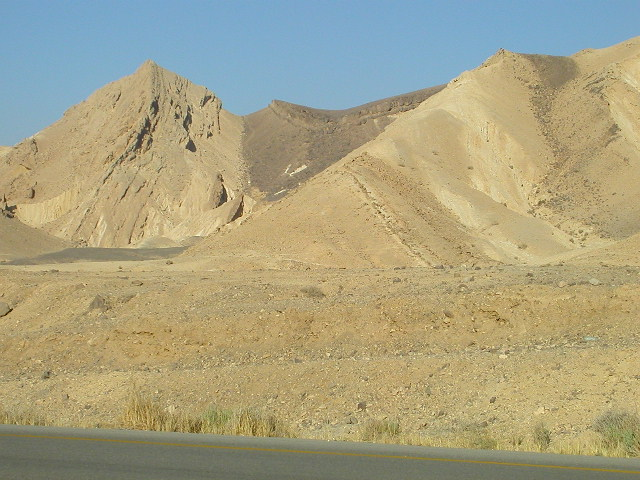
Jižní zlom
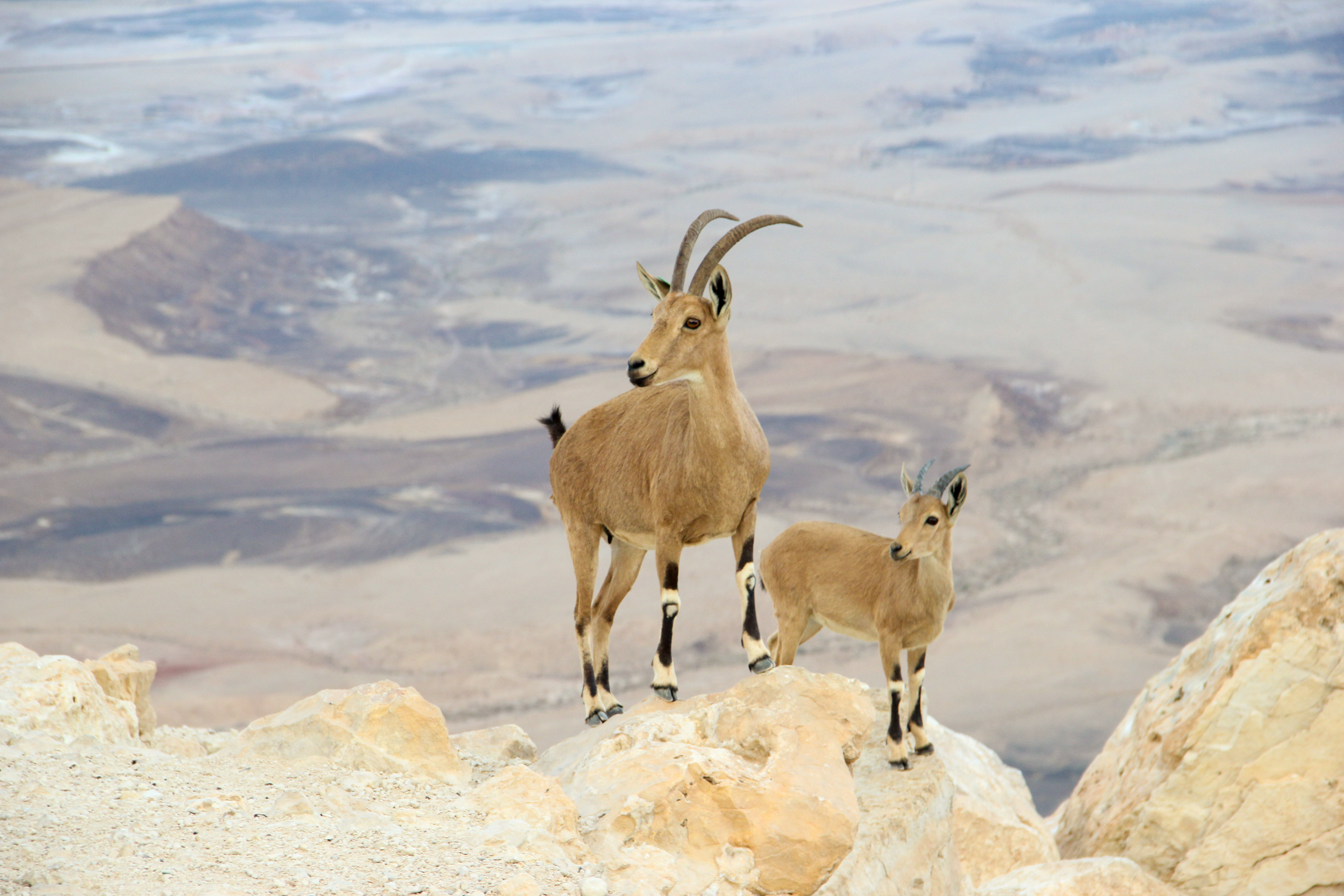
Kozorožec núbijský